# Saint-Georges-le-Thoureil
Ancienne commune de Maine-et-Loire, la commune de Saint-Georges-le-Thoureil a existé de 1840 à 1873. Elle a été créée en 1840 par la fusion des communes de Bessé, Saint-Georges-des-Sept-Voies, Saint-Maur, Saint-Pierre-en-Vaux et Le Thoureil. 
En 1873 elle a été supprimée. Les communes de Saint-Georges-des-Sept-Voies et du Thoureil ont été rétablies. Saint-Pierre-en-Vaux n'est pas rétabli, cette ancienne commune fait désormais partie du territoire de Saint-Georges-des-Sept-Voies. Bessé et Saint-Maur ne sont pas rétablis non plus, ces deux anciennes communes ont été définitivement intégrées dans le territoire du Thoureil.